# Johann August Tischner
Johann August Tischner (* 1774 in Zeisdorf (Sachsen); † 1852 in Sankt Petersburg) betrieb zwischen 1800 und 1852 eine der ersten Klavierbaufabriken in Sankt Petersburg. Sein berühmtester Kunde war Michail Iwanowitsch Glinka. Die Klaviere sind in der Regel mit A. Tischner bezeichnet.

## Leben und Wirken
Johann August Tischner kam im Jahr 1800 aus dem sächsischen Zeisdorf nach Sankt Petersburg. Dort wurde er von Alexander Tscherlitzky gefördert, der Organist an der lutherischen St.-Katharinen-Kirche war. Durch den Klaviervirtuosen und Lehrer Charles Mayer bekam Tischner Aufträge, Klaviere zu bauen. Einer der Klavierschüler Meyers war der später bedeutendste russische Komponist des 19. Jahrhunderts, Michail Iwanowitsch Glinka, der auf Tischner-Klavieren seine Karriere begann.
Vom kleinen Handwerksbetrieb bis zur ersten Erwähnung der Fabrik vergingen noch 18 Jahre, bis sich 1819 in der St. Petersburgischen Zeitung eine Annonce befand. Archivunterlagen zeigen, dass er schon 1811 der ersten Sankt Petersburger Gilde der Handwerker und Kaufleute beigetreten war. Die Gilde regelte die Steuerabgaben und half bei der Erlangung von Patentrechten.
Als 1825 seine Fabrikgebäude brannten, war gerade das 50. Klavier fertig gestellt. Auf der ersten öffentlichen Ausstellung der Russischen Manufakturwaren in Sankt Petersburg im Jahre 1829 erhielt er die große Silbermedaille für einen Flügel. Dies machten sich Fälscher zunutze und vertrieben von Kiew aus Klaviere minderer Qualität unter dem Namen A. Tischner. Tischner veröffentlichte dazu die Meldung, dass schlechte Fälschungen seiner Klaviere in Umlauf geraten seien. Trotzdem litt Tischners Ruf darunter.

„Als der beste Arbeiter in seinem Fache galt bis jetzt Tischner zu Petersburg; in neuerer Zeit haben wir aber leider mehre Instrumente kurz hintereinander für Riga acquiriren sehn, die weder dem früheren Ruf feiner Werkstatt, noch dem enormen Preise (durchschnittlich 1500 Rubel) entsprachen. Er thäte wohl, wie Conrad Grass, einen geschickten Mann umherreisen zu lassen, der den binnen Kurzem entstandenen Mängeln und somit dem Sinken seines wohlbegründeten Renome’s abhülfe.“

Durch Konkurrenten wie Karl Wirth und Hermann Lichtenthal ließ die Nachfrage an Tischner-Flügeln nach, trotz eines immer größer werdenden Marktes. 1842 fand ein Vergleichskonzert von Liszt statt, der erst auf einem Tischner-Flügel und dann auf einem von Lichtenthal spielte, dieser übertraf wegen Neuerungen an Klangfülle und Lautstärke jenen Tischners.
Tischner verstarb 1852 und wurde auf dem Petersburger Smolensker Friedhof beigesetzt. Er hinterließ einen 1819 in St. Petersburg geborenen Sohn.
Am Ende des Jahrhunderts erinnerte man sich in der Neuen Zeitschrift für Musik an die Anfänge der Klavierfabrikation, zu der neben Diederichs’ und Schröders eben auch Tischners Firma als eine der ersten Klavierfabriken Russlands gehörte.

„Der erſte unter den hiesigen Pianofortefabrikanten, dem es gelang, mit ausländischen Productionen in glückliche Concurrenz zu treten, war Tischner, dessen Flügel-Pianofortes sich durch Klangfülle, sowie durch solide und dabei doch nicht gar zu spröde Spielart auszeichneten. Seine Blüthezeit begann zu Anfang der zwanziger Jahre und dauerte bis zur Hälfte des dritten Dezennium. Ihn protegirten besonders zwei der besten damaligen Clavierlehrer, beide Schüler John Cramer’s, nämlich: Charles Mayer (z. Z. auch im Auslande als glänzender Virtuose berühmt) und Alexander Tscherlitzky.“